# Megaloglossus woermanni
Megaloglossus woermanni é uma espécie de morcego da família Pteropodidae. Pode ser encontrada na Libéria, Guiné, Serra Leoa, Costa do Marfim, Benin, Togo, Gana, Nigéria, Camarões, Gabão, Congo, Guiné Equatorial, Angola, República Centro-Africana, República Democrática do Congo e Uganda.